# بازار شناور

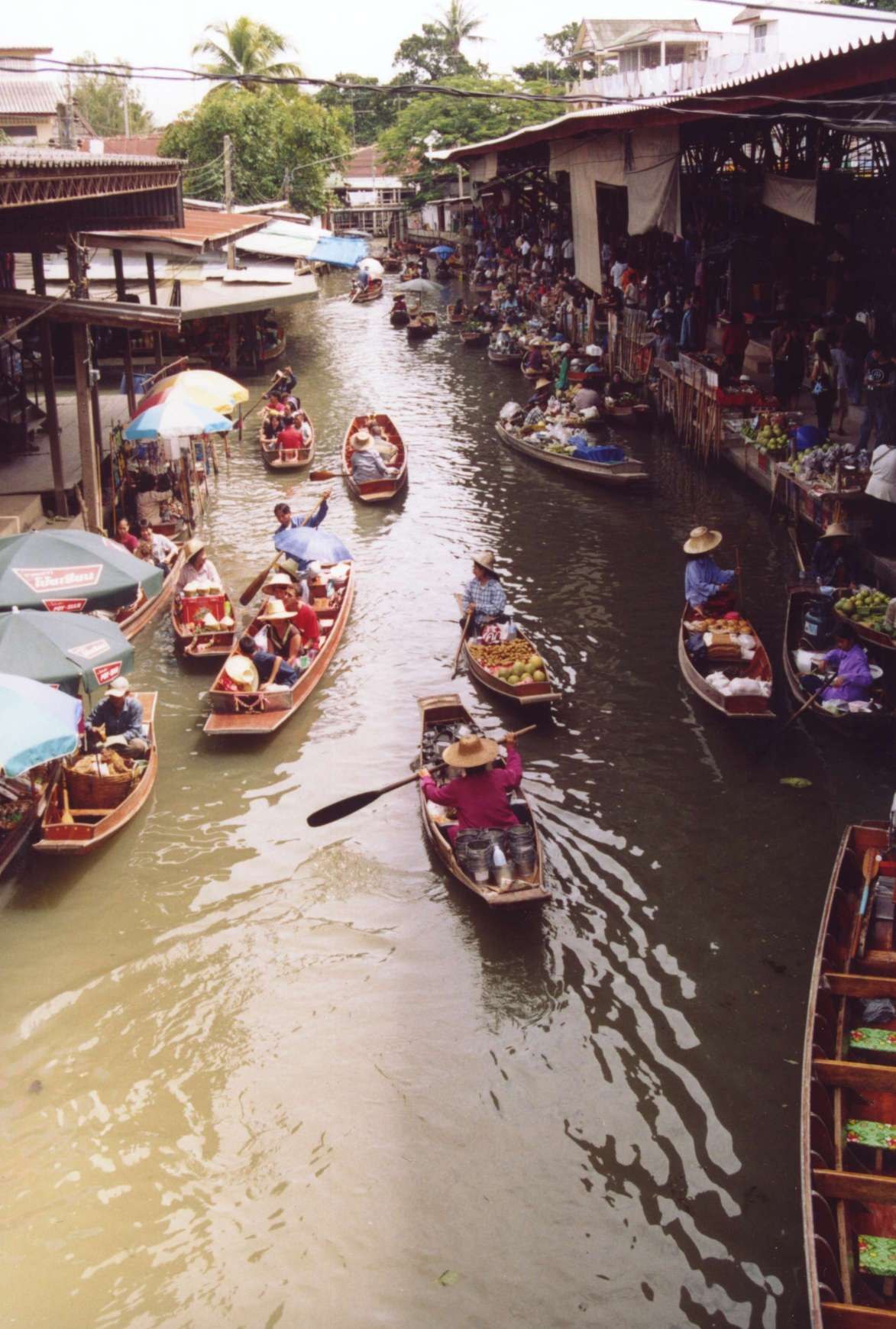
بازار شناور دامنون سادواک در راچابوری تایلند

بازار شناور بازاری است که در آن فروش محصولات بر روی قایق انجام می‌شود. این گونه بازار از زمان‌ها و مکان‌هایی سرچشمه گرفته‌است که حمل‌ونقل دریایی نقش مهمی در زندگی روزمره می‌داشته‌است. اکنون بیشتر بازارهای شناور جنبهٔ گردشگری دارند و در کشورهای تایلند، اندونزی، ویتنام، سری‌لانکا، بنگلادش و هند مشاهده می‌شوند.

## محصولات قابل عرضه

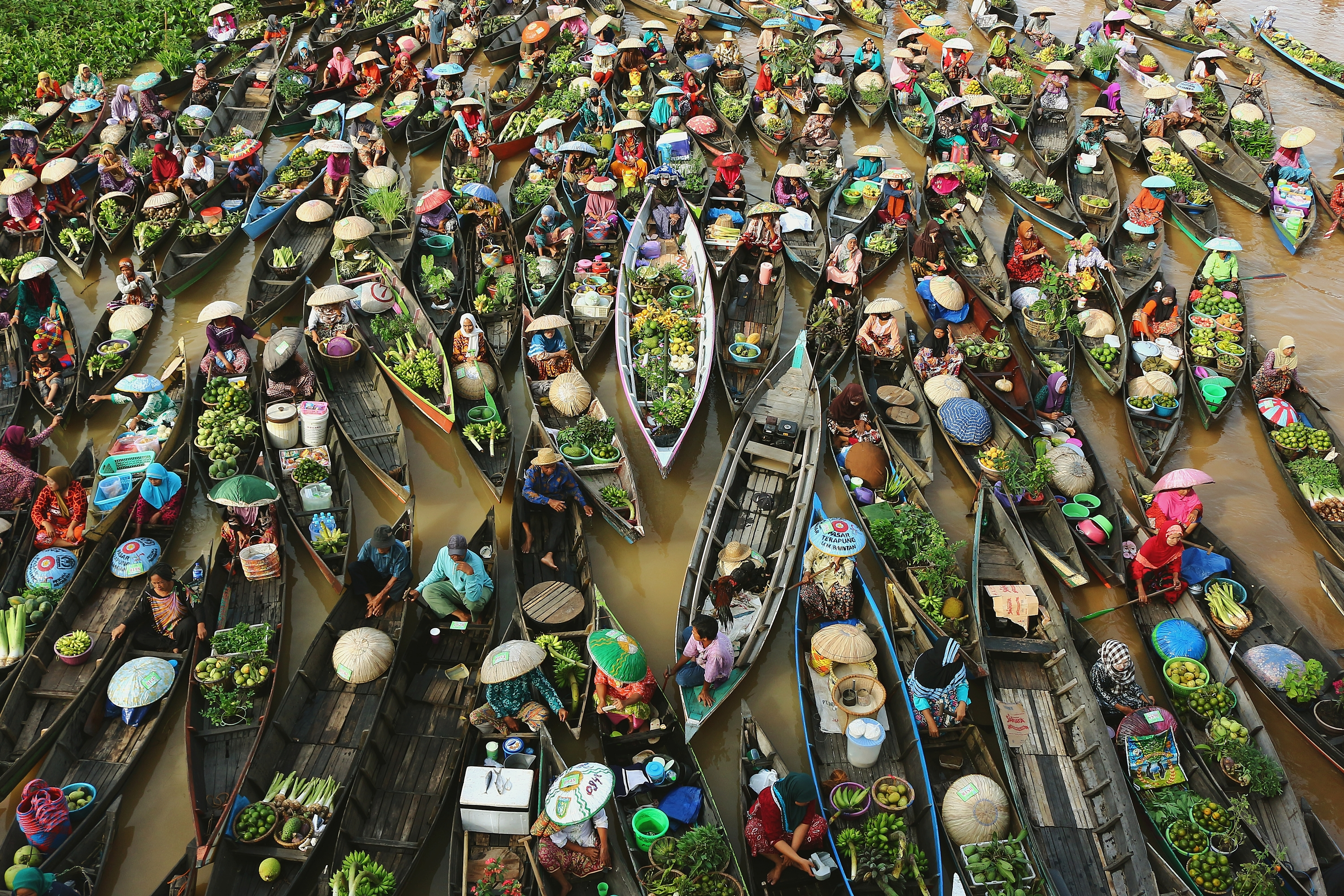
بازار شناور در بانجارماسین اندونزی

### میوه و تره‌بار
معمولاً میوه و تره‌بار عرضه شده در بازار شناور، از مزارع و باغ‌های نزدیک آورده می‌شوند. میوه‌ها و سبزیجات استوایی مانند موز، ژاک‌فروت، مژکی، انبه، آناناس، میوه اژدها، میوه ستاره‌سان و نارگیل تازه از جمله محصولات عرضه شده در بازار شناور هستند.

### اغذیه
دستفروشان غذاهای محلی را روی اجاق‌های شناوری که در قایق‌هایشان قرار دارد، می‌پزند. غذاهای گوناگونی از گوشت سنتی تایلندی تا غذاهای گیاهی مانند سالاد پاپایا عرضه می‌شوند. نودل قایقی و دسرهای سنتی تایلندی نیز برای خوردن در دسترس هستند.

### مصنوعات
صدها گونه محصول محلی برای فروش در بازار شناور ارائه می‌شوند. در چنین بازاری چانه‌زدن رایج است. محصولاتی مانند لباس، کلاه مکزیکی، شمع، صنایع دستی، نقاشی و ابریشم تایلندی در این بازار عرضه می‌شوند.

## مزیت‌ها

### اجتماعی
بازارهای شناور نقش مهمی در صنعت گردشگری دارند. این بازارها به تبلیغ و حفظ ویژگی‌های فرهنگی کمک می‌کنند. افزون بر این، توسعه خدمات زیرساختی و عمومی مانند تأمین آب و برق به دلیل حضور روزافزون گردشگران باعث بهبود و آسایش بیشتر زندگی مردم محلی می‌شود.

### اقتصادی
بازارهای محلی از طریق ایجاد شغل (مانند خدمه هتل و راهنمای گردشگری) به ارتقای استانداردهای زندگی کمک می‌کنند و باعث افزایش درآمد و افزایش فرصت‌های شغلی برای بومیان می‌شوند. همچنین مردم محلی می‌توانند از منابع گسترده موجود در جوامع برای ساخت سوغات یا فروش غذا استفاده کنند.